# 9226 Arimahiroshi
9226 Arimahiroshi è un asteroide della fascia principale. Scoperto nel 1996, presenta un'orbita caratterizzata da un semiasse maggiore pari a 2,8619795 UA e da un'eccentricità di 0,0372646, inclinata di 3,26883° rispetto all'eclittica.
L'asteroide è dedicato all'architetto giapponese Hiroshi Arima.